# Domněnka
Domněnka (mínění, dohad) je tvrzení, které může být správné, ale dosud nebylo dokázáno ani vyvráceno. V obecné češtině je domněnkou jakýkoli neprokázaný názor. Vědecká domněnka se také označuje jako hypotéza, v právu jako presumpce nebo právní fikce, v bibliografii konjektura. Zvláště v matematice se pak předpokládá, že dříve či později bude nalezen důkaz, který prokáže pravdivost nebo nepravdivost daného tvrzení za určitých předpokladů (axiomů).
K odstranění nejistoty kolem domněnky jsou činěny pokusy o její vyvrácení, třeba pomocí protipříkladu, nebo naopak nalezení jejího důkazu. Vyvrácená domněnka je omyl. Ne každou domněnku však lze dokázat nebo vyvrátit. Hypotéza kontinua, která postuluje mohutnost některých nekonečných množin, se nakonec ukázala jako nerozhodnutelná (nezávislá na obecně uznávaných axiomech teorie množin). Je proto možné přijmout tuto hypotézu nebo její opak jako nový axiom a pracovat s ní dále konzistentním způsobem.

## Etymologie
Slovo domněnka se odvozuje od všeslovanského mníti, stejně jako slova pomník, pomněnka, vzpomínka, paměť nebo památka. 

## Matematika
Proslulými domněnkami v matematice jsou nebo byly velká Fermatova věta (dokázaná po 300 letech), Eulerova úloha o 36 důstojnících (dokázaná po sto letech), Poincarého věta (dokázaná v r. 2002), Goldbachova hypotéza (dosud nedokázaná) aj.